# Tuc Watkins
Charles Curtis "Tuc" Watkins (Kansas City, 2 de setembro de 1966) é um ator estadunidense.
Ele é conhecido por interpretar Bob Hunter em Desperate Housewives e Bernard Burns em A Múmia.